# Ciclismo nos Jogos Olímpicos de Verão de 1972
O ciclismo nos Jogos Olímpicos de Verão de 1972 foi realizado em Munique, na Alemanha Ocidental, com dois eventos de estrada e cinco de pista, todos masculinos.

## Eventos do ciclismo
Masculino: Estrada individual | Equipes contra o relógio | 1 km contra o relógio | Velocidade | Tandem | Perseguição individual | Perseguição por equipes

## Estrada individual masculino
| Pos. | País                | Atletas       | Tempo   |
| ---- | ------------------- | ------------- | ------- |
|      | Países Baixos (NED) | Hennie Kuiper | 4:14:37 |
|      | Austrália (AUS)     | Clyde Sefton  | 4:15:04 |
|      | -                   | nenhum (1)    | -       |

(1) - Jaime Huelamo (ESP Espanha) foi desclassificado por doping.

## Equipes contra o relógio masculino
| Pos. | País                  | Atletas                                                      | Tempo     |
| ---- | --------------------- | ------------------------------------------------------------ | --------- |
|      | União Soviética (URS) | Valery Yardy Gennady Komnatov Valery Likhachov Boris Shukov  | 2:11:17.8 |
|      | Polônia (POL)         | Ryszard Szurkowski Edward Barcik Lucjan Lis Stanisław Szozda | 2:11:47.5 |
|      | -                     | nenhum (2)                                                   | -         |

(2) - A equipe dos NED Países Baixos formada por Hennie Kuiper, Cees Priem, Fedor den Hertog e Aad van den Hoek foi desclassificada por doping depois da descoberta da substância proibida coramina no exame de van der Hoeck.

## 1 km contra o relógio masculino
| Pos. | País                    | Atletas        | Tempo   |
| ---- | ----------------------- | -------------- | ------- |
|      | Israel (ISR)            | David Birger   | 1:06.44 |
|      | Austrália (AUS)         | Daniel Clark   | 1:06.87 |
|      | Alemanha Oriental (GDR) | Jürgen Schütze | 1:07.02 |

## Velocidade individual masculino
| Pos. | País                  | Atletas        |
| ---- | --------------------- | -------------- |
|      | França (FRA)          | Daniel Morelon |
|      | Austrália (AUS)       | John Nicholson |
|      | União Soviética (URS) | Omar Pkhakadze |

## Tandem masculino
| Pos. | País                    | Atletas                              |
| ---- | ----------------------- | ------------------------------------ |
|      | União Soviética (URS)   | Vladimir Semenets Igor Tselovalnykov |
|      | Alemanha Oriental (GDR) | Jürgen Geschke Werner Otto           |
|      | Polônia (POL)           | Andrzej Bek Benedykt Kocot           |

## Perseguição individual masculino
| Pos. | País                     | Atletas       |
| ---- | ------------------------ | ------------- |
|      | Noruega (NOR)            | Knut Knudsen  |
|      | Suíça (SUI)              | Xaver Kurmann |
|      | Alemanha Ocidental (FRG) | Hans Lutz     |

## Perseguição por equipes masculino
| Pos. | País                     | Atletas                                                      |
| ---- | ------------------------ | ------------------------------------------------------------ |
|      | Alemanha Ocidental (FRG) | Günther Schumacher Jürgen Colombo Günter Haritz Udo Hempel   |
|      | Alemanha Oriental (GDR)  | Uwe Unterwalder Thomas Huschke Heinz Richter Herbert Richter |
|      | Grã-Bretanha (GBR)       | William Moore Michael Bennett Ian Hallam Ronald Keeble       |

## Quadro de medalhas do ciclismo
| Ordem | País                   | Medalha de ouro | Medalha de prata | Medalha de bronze | Total |
| ----- | ---------------------- | --------------- | ---------------- | ----------------- | ----- |
| 1     | URS União Soviética    | 2               | 0                | 1                 | 3     |
| 2     | FRG Alemanha Ocidental | 1               | 0                | 1                 | 2     |
| 3     | ISR Israel             | 1               | 0                | 0                 | 1     |
| 3     | FRA França             | 1               | 0                | 0                 | 1     |
| 3     | NOR Noruega            | 1               | 0                | 0                 | 1     |
| 3     | NED Países Baixos      | 1               | 0                | 0                 | 1     |
| 7     | AUS Austrália          | 0               | 3                | 0                 | 3     |
| 8     | GDR Alemanha Oriental  | 0               | 2                | 1                 | 3     |
| 9     | POL Polônia            | 0               | 1                | 1                 | 2     |
| 10    | SUI Suíça              | 0               | 1                | 0                 | 1     |
| 11    | GBR Grã-Bretanha       | 0               | 0                | 1                 | 1     |